# トリ・ペンソ
メアリー・ヴィクトリア・"トリ"・ペンソ (Mary Victoria "Tori" Penso, 1986年7月8日)は、アメリカのサッカー審判員。ナショナル・ウィメンズ・サッカーリーグでの審判員の他、メジャーリーグサッカー (MLS) で20年ぶりの女性審判員となり、2023 FIFA女子ワールドカップ・決勝では、アメリカ人女性として初となるFIFA女子W杯決勝の主審を務めたことで知られる。

## 来歴
フロリダ州マーティン郡スチュアート出身。高校で兄たちと審判活動を始め、18歳の時にはアラバマ州の審判キャンプに招待される。 2008年にフロリダ州立大学のデジタルマーケティングの学位を取得し、2015年にはケース・ウェスタン・リザーブ大学大学院にて経営学修士を取得し、コカコーラとレッドブルのマーケティングに携わる。
大学での活動の傍ら、ペンソは2013年に米国サッカー連盟 (USSF) に審判員として登録され、女子大学トーナメントの担当を経てナショナル・ウィメンズ・サッカーリーグ (NWSL) の審判員を担当する。 2019年にMLSのU-17チームの大会であるジェネレーション・アディダスカップを担当後、NWSLでの活動に加えてMLSの公式戦で第4審を務め、同年のUSLチャンピオンシップでは主審を務めた。
2020年9月25日、MLSでは20年ぶり4人目となる女性の審判員に任命された。
2023年1月9日、国際サッカー連盟 (FIFA) は、同年開催される2023 FIFA女子ワールドカップの審判員に任命。 グループステージ2試合の主審を担当したほか、ラウンド16のフランスvsモロッコ、準決勝のオーストラリアvsイングランドの主審を経て、決勝戦のスペインｖｓイングランドの主審を担当した。これはアメリカ人としてのみならず、CONCACAF加盟国（及びCONMEBOL加盟国を含めたアメリカ大陸諸国）出身者として初のFIFA女子ワールドカップ決勝担当となったほか、女子ワールドカップでは初めて、男子ワールドカップを含めても3人目となる「同一大会で準決勝と決勝の主審を務めた人物」となった。

## 私生活
夫のクリス・ペンソもMLSの審判員を務めており、二人の間には3人の娘をもうけている。